# Butthole Surfers (альбом)
Butthole Surfers — дебютный мини-альбом американской группы Butthole Surfers, выпущенный в июле 1983 года. Также известен под названиями Brown Reason to Live и Pee Pee the Sailor. Курт Кобейн включал этот мини-альбом в свой список 50 лучших альбомов всех времён.

## История
Расставшись по пути в студию с оригинальным барабанщиком Скотом Мэтьюсом, «Сёрфингисты» приглашали много различных ударников для записи этого альбома. Последний из них, Кинг Кофи, остаётся с группой по сей день. Басист Билл Джолли стал ещё одним новым участником, присоединившись к коллективу после того, как оригинальный басист Куин Мэтьюс ушёл в то же время, что и его брат, Скот.
Большая часть песен с этого альбома часто включается в живые выступления группы.

## Музыка
Butthole Surfers записали для мини-альбома семь песен. Композиции характерны обильным использованием «пульсирующих» басовых партий, сильно искажённых эффектом дисторшн, атональным звуком гитар и в большей степени сюрреалистической бессмысленной лирикой. Все песни поочерёдно спеты ведущим вокалистом Гибби Хейнсом и гитаристом Полом Лири. Хейнс также играет на саксофоне и перкуссии в некоторых композициях. В отличие от поздних альбомов группы на этом мини-альбоме совершенно отсутствует электроника.
Некоторые песни, такие как «The Shah Sleeps in Lee Harvey’s Grave» и «Suicide», являются явным подражанием стилю музыки, набиравшему тогда популярность среди американских поклонников панка. «The Revenge of Anus Presley» является своеобразной пародией на Black Flag и Генри Роллинза. Другие композиции, «Hey» и «Bar-B-Q Pope» являются лучшими примерами психоделического направления, на которое группа ориентировалась в будущем.

## Список композиций
Все песни написаны группой Butthole Surfers.
| №  | Название                                | Длительность |
| -- | --------------------------------------- | ------------ |
| 1. | «The Shah Sleeps in Lee Harvey’s Grave» | 2:09         |
| 2. | «Hey»                                   | 2:06         |
| 3. | «Something»                             | 4:36         |
| 4. | «Bar-B-Q Pope»                          | 3:36         |
| 5. | «Wichita Cathedral»                     | 2:22         |
| 6. | «Suicide»                               | 1:24         |
| 7. | «The Revenge of Anus Presley»           | 2:25         |

## Участники записи
- Гибби Хейнс — вокал, саксофон
- Пол Лири[англ.] — гитара, вокал
- Билл Джолли — бас-гитара
- Кинг Коффи[англ.], Брэд Пэркинс и прочие — барабаны